# Арлингтонская усадьба
Арлингтонская усадьба — особняк в неогреческом стиле, расположенный в Арлингтоне, штат Вирджиния, США, который когда-то был домом генерала армии Конфедеративных Штатов Америки Роберта Эдварда Ли. Из него открывается вид на реку Потомак и Национальную аллею в Вашингтоне. Во время Гражданской войны в США территория особняка была выбрана в качестве места для Арлингтонского национального кладбища, отчасти для того, чтобы Ли никогда больше не смог вернуться в свой дом. С 1955 года является национальным мемориалом.

## Строительство и ранняя история
Особняк был построен по приказу Джорджа Вашингтона Парка Кастиса, приемного сына Джорджа Вашингтона и Марты Вашингтон. Кастис стал видным жителем района, который тогда был известен как округ Александрия, в то время входивший в состав округа Колумбия.
Арлингтонская усадьба была построена на возвышенности в поместье площадью 445 га, которое отец Кастиса, Джон Парк Кастис, купил в 1778 году и назвал «Маунт Вашингтон» (Джон Кастис умер в 1781 году в осаде Йорктауна после капитуляции Великобритании). Джордж Кастис решил построить свой дом на этой территории в 1802 году после смерти Марты Вашингтон и Джорджа Вашингтона. После приобретения собственности Кастис переименовал ее в «Арлингтон» в честь усадьбы семьи Кастис на восточном побережье Вирджинии.
Почти сразу же Кастис начал строить Арлингтонскую усадьбу на своей земле. Наняв Джорджа Хэдфилда в качестве архитектора, он построил особняк, представляющий собой первый образец неогреческой архитектуры в Америке. Кастис хотел чтобы особняк служил живым памятником Джорджу Вашингтону и местом для его коллекции артефактов Джорджа Вашингтона. Его дизайн включал элементы, аналогичные тем, что были в доме Джорджа Вашингтона в Маунт-Верноне.
Строительство началось в 1803 году, через одиннадцать лет после того, как План Л’Энфана для будущего «Федерального города» (позже названного «Вашингтон-Сити», ныне Вашингтон, округ Колумбия) определил район прямо через реку Потомак как место «Президентского дома» (позже названного «Особняком исполнительной власти», ныне Белый дом) и «Дома конгресса» (ныне Капитолий). Кастис разместил здание на возвышенности с видом на магистраль Джорджтаун-Александрия (в том месте, где сейчас проходит Эйзенхауэр-драйв на Арлингтонском национальном кладбище), реку Потомак и растущий город Вашингтон на противоположной стороне реки. Особняк был построен с использованием материалов на месте, хотя строительство было прервано войной 1812 года (и нехваткой материалов после того, как англичане сожгли американскую столицу). Строительство особняка Кастиса было завершено в 1818 году.
Северное и южное крыло были достроены в 1804 году. Большая центральная секция и портик, представляющий собой внушительный фасад длиной 43 м, были закончены 13 лет спустя. В доме есть две кухни, летняя и зимняя. Наиболее заметными особенностями дома являются 8 массивных колонн, каждая 1,5 м в диаметре.
Гостями в доме были такие известные люди, как Жильбер дю Мотье, маркиз де Лафайет, посетивший его в 1824 году. В Арлингтоне Кастис экспериментировал с новыми методами животноводства и другими видами сельского хозяйства. В собственность также входил Арлингтон-Спринг, место для пикника на берегу Потомака, которое Кастис первоначально построил для частного использования, но позже открыл для публики, в конечном итоге эксплуатируя его как коммерческое предприятие.
Кастис женился на Мэри Ли Фицхью. Их единственным ребенком, дожившим до совершеннолетия, была Мэри Энн Рэндольф Кастис. Роберт Эдвард Ли, чья мать была двоюродной сестрой миссис Кастис, часто бывал в Арлингтоне и знал Мэри Энн, когда они росли. Весной 1831 года он был переведён на службу в форт Монро, и примерно в это время навестил Арлингтон. Когда он прибыл, миссис Кастис велела дочери отвести гостя в столовую и приготовить ему ланч. Прямо в столовой Ли сделал предложение мисс Кастис и получил согласие. Свадьба прошла в Арлингтоне 30 июня 1831 года.
В течение 30 лет Арлингтонская усадьба был домом для Ли. Они провели большую часть своей супружеской жизни, путешествуя между местами службы армии Соединенных Штатов и Арлингтоном, где родились шестеро из их семи детей. Они делили этот дом с родителями Мэри. После их смерти родители Мэри были похоронены недалеко от дома на земле, которая сейчас является частью Арлингтонского национального кладбища.
Кастисы активно развивали поместье Арлингтон. Большая часть крутого склона к востоку от дома превратилась в ухоженный пейзажный парк, в то время как к югу от дома был разбит и посажен большой цветочный сад с беседкой. После смерти Джорджа Вашингтона Парка Кастиса в 1857 году он оставил поместье Мэри Кастис Ли. Роберт Ли в то время находился в Техасе. Известие о смерти тестя пришло к нему 21 октября. В Арлингтоне не осталось мужчин, и Ли был вынужден запросить отпуск на два месяца. 24 октября отпуск был утверждён, и Ли покинул Техас. 1 ноября 1857 года Ли прибыл в Арлингтон, где застал жену тяжело больной. Её мучил артрит, она с трудом передвигалась по дому и фактически стала инвалидом. После смерти тестя Ли оказался одним из четырёх душеприказчиков, но в итоге ему самому пришлось решать все проблемы с наследством. Всё имущество умерший завещал внукам: усадьба Арлингтон досталась Кастису Ли. Все рабы покойного (196 человек) должны были быть освобождены в течение пяти лет. При этом покойный оставил долгов на 10 000 долларов, а его Арлингтонская усадьба пришла в крайнее запустение.
Ли запросил продление отпуска и получил отсрочку до 1 декабря 1857 года. Наступил самый депрессивный период в его жизни. Ему пришлось вести жизнь фермера, приводя в порядок усадьбу при нехватке средств. По словам Дугласа Фримана, управлять реконструкцией Арлингтонской усадьбы было труднее, чем командовать Вест-Пойнтом или строить форты. 18 февраля Кастис Ли передал Арлингтон (своё наследство) отцу в полную собственность. Несмотря на это, проблем было так много, что Ли думал об отставке.

## Гражданская война

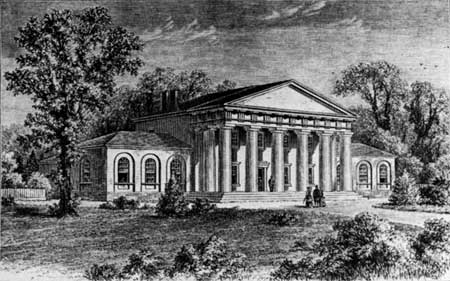
Арлингтонская усадьба на рисунке 1861 года

В апреле 1861 года Вирджиния вышла из состава Соединенных Штатов. Роберт Эдвард Ли подал в отставку со службы в армии США 20 апреля 1861 года и вступил в армию Конфедеративных штатов. Поскольку Арлингтонская усадьба находилась на возвышенности с видом на столицу, правительство Соединенных Штатов знало, что оно должно занять особняк, или останется в невыгодном положении. Несмотря на нежелание покидать усадьбу, Мэри Ли полагала, что ее поместье вскоре будет занято солдатами, и 14 мая уехала к родственникам, получив предупреждение от своего юного кузена Уильяма Ортона Уильямса, который в то время служил помощником генерала Уинфилда Скотта. Войска армии Союза захватили и заняли Арлингтон без сопротивления 24 мая.
В июне 1862 года 37-й Конгресс США принял закон, который ввел налог на собственность на все земли в «мятежных» районах Соединенных Штатов. Поправки 1863 года к уставу требовали, чтобы эти налоги уплачивались лично, но Мэри Ли, страдающая тяжелым ревматоидным артритом и находящаяся в тылу Конфедерации, не могла этого сделать. Арлингтонская усадьба была конфискована за неуплату налогов. Она была выставлена на аукцион 11 января 1864 года, и правительство США купило усадьбу за 26 800$ (453 095$ на наши деньги).
Во время войны войска армии Союза вырубили многие деревья в Арлингтонской усадьбе, особенно к северу и востоку в Форт-Уиппле (к северу от дома) и Арлингтон-Спрингс (недалеко от реки Потомак). Однако сохранилось несколько больших деревьев, особенно в лесистой местности (ныне известной как Арлингтонский лес) к западу от дома.
К началу 1864 года военные кладбища Вашингтона и Александрии быстро заполнялись погибшими на войне. В мае 1864 года, после особенно тяжёлых потерь в сражении в Глуши, было решено найти новые площади под кладбище. Генерал-квартирмейстер армии Соединенных Штатов Монтгомери Мегс предложил использовать 81 га поместья Арлингтон в качестве кладбища. Военный министр США Эдвин Стэнтон одобрил создание военного кладбища 15 июня 1864 года, создав Арлингтонское национальное кладбище. Мегс решил, что большое количество захоронений должно происходить вблизи Арлингтонской усадьбы, чтобы сделать её непригодным для жизни. Офицеров должны были похоронить рядом с главным цветником к югу от дома, и первое захоронение произошло здесь 17 мая. Мегс распорядился немедленно начать дополнительные похороны на территории Арлингтонской усадьбы в середине июня. Когда федеральные офицеры, разбившие лагерь в особняке, пожаловались и временно прекратили похороны, Мегс отменил их приказ и в течение месяца похоронил еще 44 погибших офицера вдоль южной и восточной сторон главного цветника.
В сентябре 1866 года останки 2111 солдат Союза и Конфедерации, погибших в Первом сражении при Булл-Ран, Втором сражении при Булл-Ран и вдоль реки Раппаханнок, были захоронены к юго-востоку от особняка, под памятником неизвестным погибшим в Гражданской войне.

## Усадьба в нынешнее время
С 2003 по 2007 год Служба национальных парков провела археологические раскопки двух хозяйственных построек, в которых когда-то располагались помещения для рабов в Арлингтонской усадьбе. В 2009 году Служба национальных парков опубликовала отчеты, в которых описывалась история жилищ рабов и результаты раскопок, а также предложения по их восстановлению. С 2007 по 2013 год в Арлингтонской усадьбе была проведена первая реконструкция с 1925 года. В течение этого периода Служба национальных парков выставила мебель дома на всеобщее обозрение в Национальном историческом памятнике Френдшип Хилл недалеко от Пойнт-Марион, штат Пенсильвания.
Арлингтонская усадьба получила значительный ущерб во время землетрясения в Вирджинии в 2011 году, что потребовало закрытия задних залов и верхнего этажа до проведения архитектурной оценки. 17 июля 2014 года филантроп Дэвид Рубенштейн пожертвовал 12,5 миллиона долларов Фонду национального парка (подразделение Службы национальных парков, которое собирает средства за счет частных взносов) на восстановление Арлингтонской усадьбы, её хозяйственных построек и территории. 30-месячный проект направлен на восстановление особняка, зданий и территории в том виде, в каком они находились в 1860 году. В рамках проекта будет отремонтирован поврежденный землетрясением фундамент, а также добавлено новое внутреннее освещение и современная система климат-контроля. Представители Службы национальных парков заявили, что, скорее всего, в 2016 году они закроют Арлингтонскую усадьбу и помещения для рабов на несколько месяцев, в течение которых будет выполнена большая часть работ.